# Maël-Pestivien
Maël-Pestivien är en kommun i departementet Côtes-d'Armor i regionen Bretagne i nordvästra Frankrike. Kommunen ligger i kantonen Callac som tillhör arrondissementet Guingamp. År 2022 hade Maël-Pestivien 360 invånare.

## Befolkningsutveckling
Antalet invånare i kommunen Maël-Pestivien
Referens:INSEE